# Fossa degli orsi

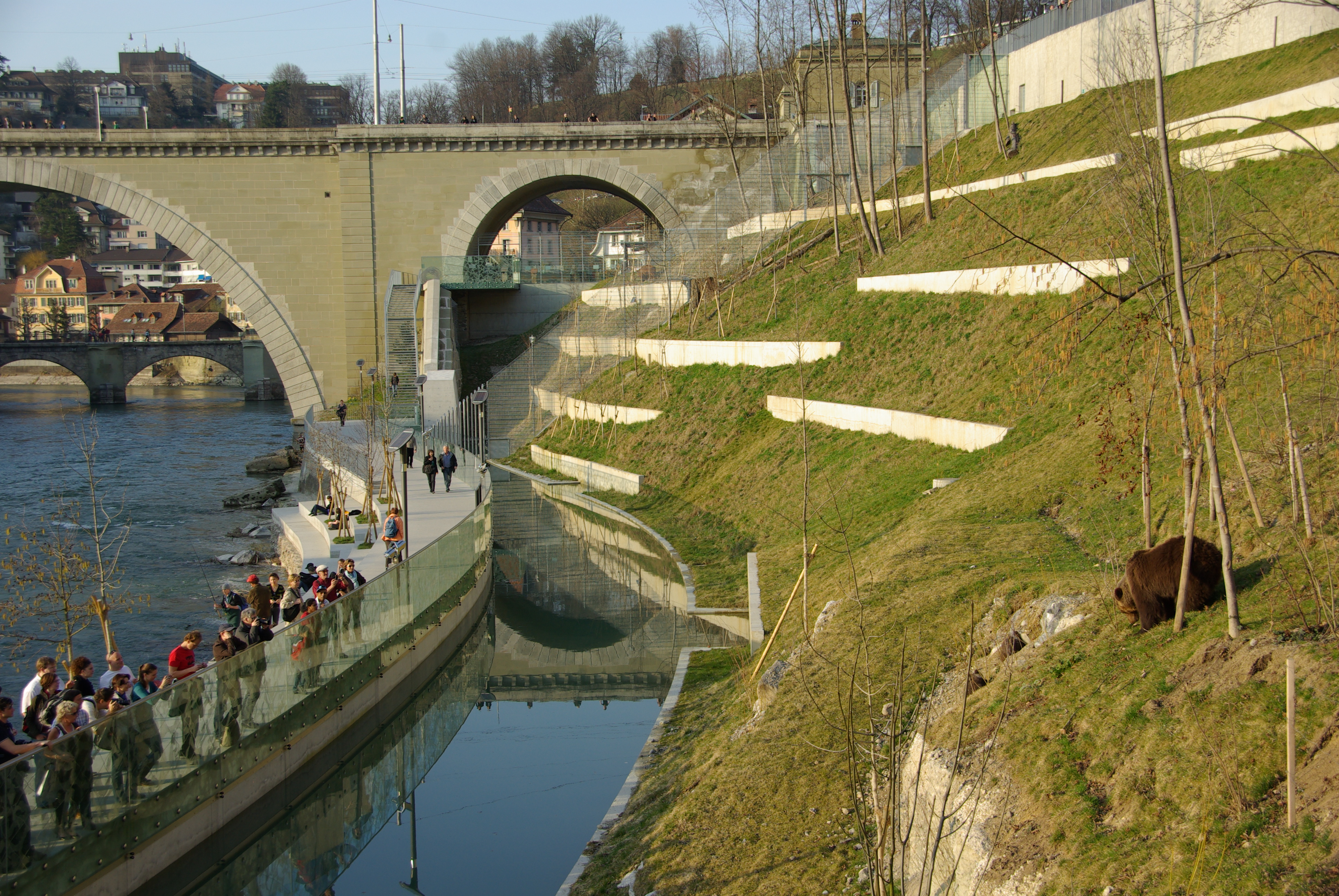
Parco degli orsi

La Fossa degli orsi (in tedesco Bärengraben) è una delle mete turistiche più visitate di Berna, in Svizzera.
Nel 2009 è stata ristrutturata e collegata con un tunnel ad un nuovo ambiente adiacente, il Parco degli orsi, che si affaccia sul fiume Aare e che espande notevolmente lo spazio a disposizione degli animali.

## Storia

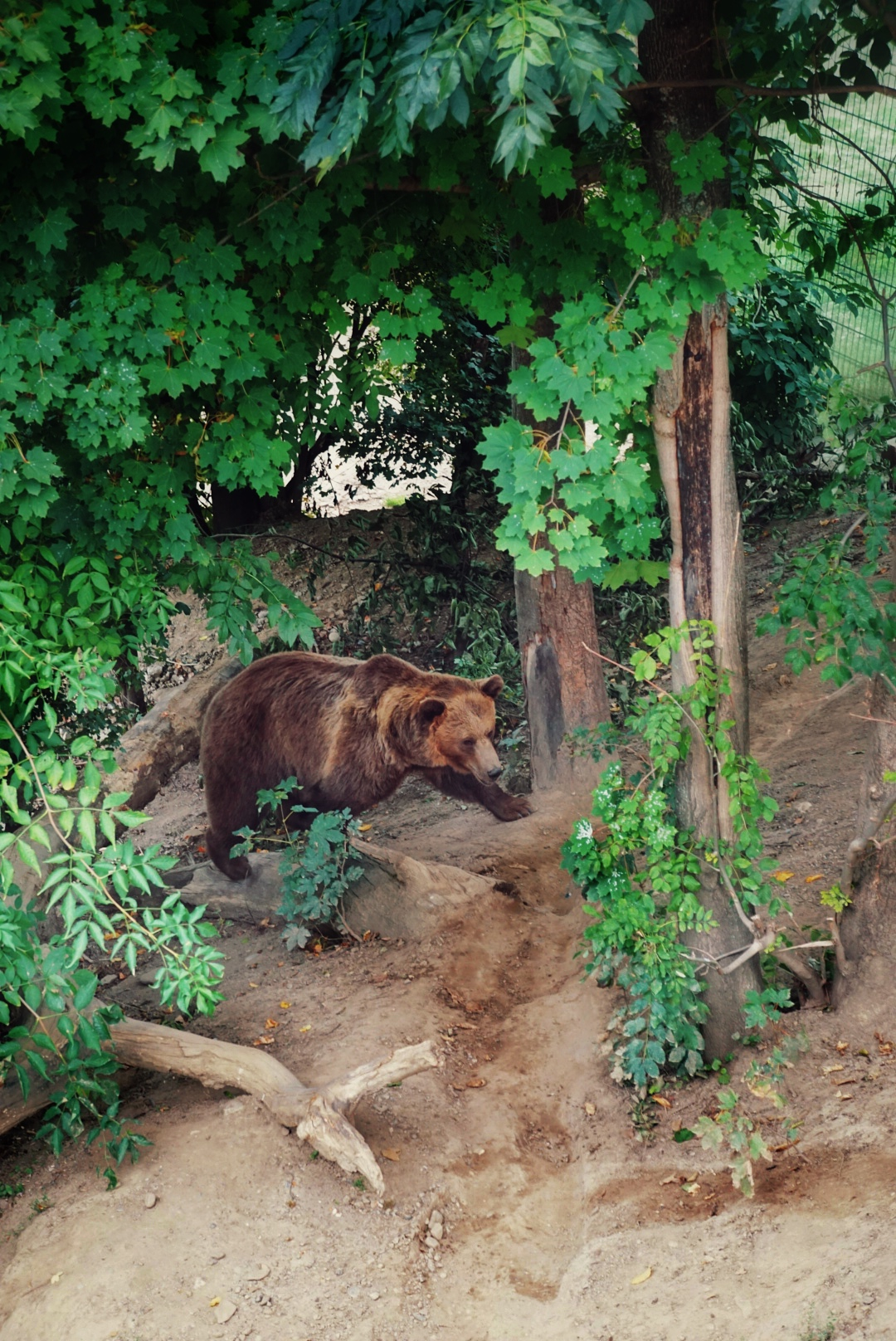

Secondo una leggenda, Berthold V di Zähringen, fondatore della città di Berna, uccise un orso nell'ansa del fiume Aare, il luogo dove ancora oggi sorge Berna. Per questo motivo, il nome Bern viene fatto derivare da Bär, ovvero "Orso" in lingua tedesca. La raffigurazione di questo animale caratterizza anche oggi lo stemma cittadino (vedi Orso nell'araldica).
Nel XVI secolo gli orsi venivano allevati come portafortuna durante le guerre e venne costruito per loro un alloggio, che col tempo diventò la fossa degli orsi. Tale ricovero è collocato vicino a uno dei ponti più antichi di Berna, il Nydeggbrücke.

## Caratteristiche

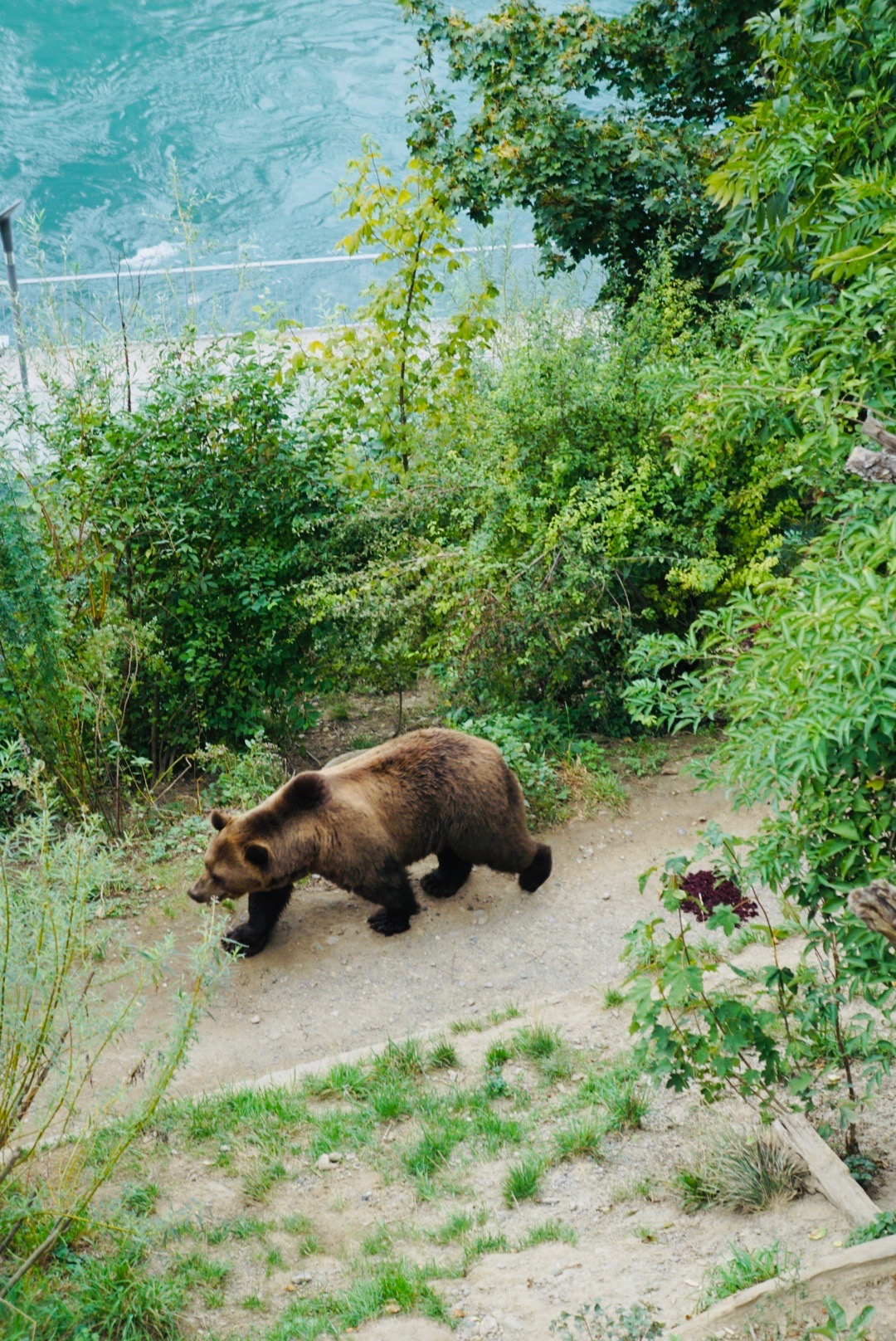

Alla vecchia fossa, risalente al 1857 e ormai incompatibile con i moderni criteri che stanno alla base delle strutture destinate ad ospitare grandi animali, è stata aggiunta nel 2009 un'area sufficientemente ampia (circa 6000 m²) dotata di un piccolo corso d'acqua e di abbondante vegetazione. In questo modo, i plantigradi possono ritrovare un ambiente abbastanza simile a quello naturale dal quale provengono. Attualmente (2014), gli ospiti del parco sono tre. Grazie a vialetti opportunamente disposti, i turisti che sempre affollano l'impianto possono osservare gli orsi da diverse prospettive senza disturbarli, né arrecar loro alcun disagio.